# Tsechu

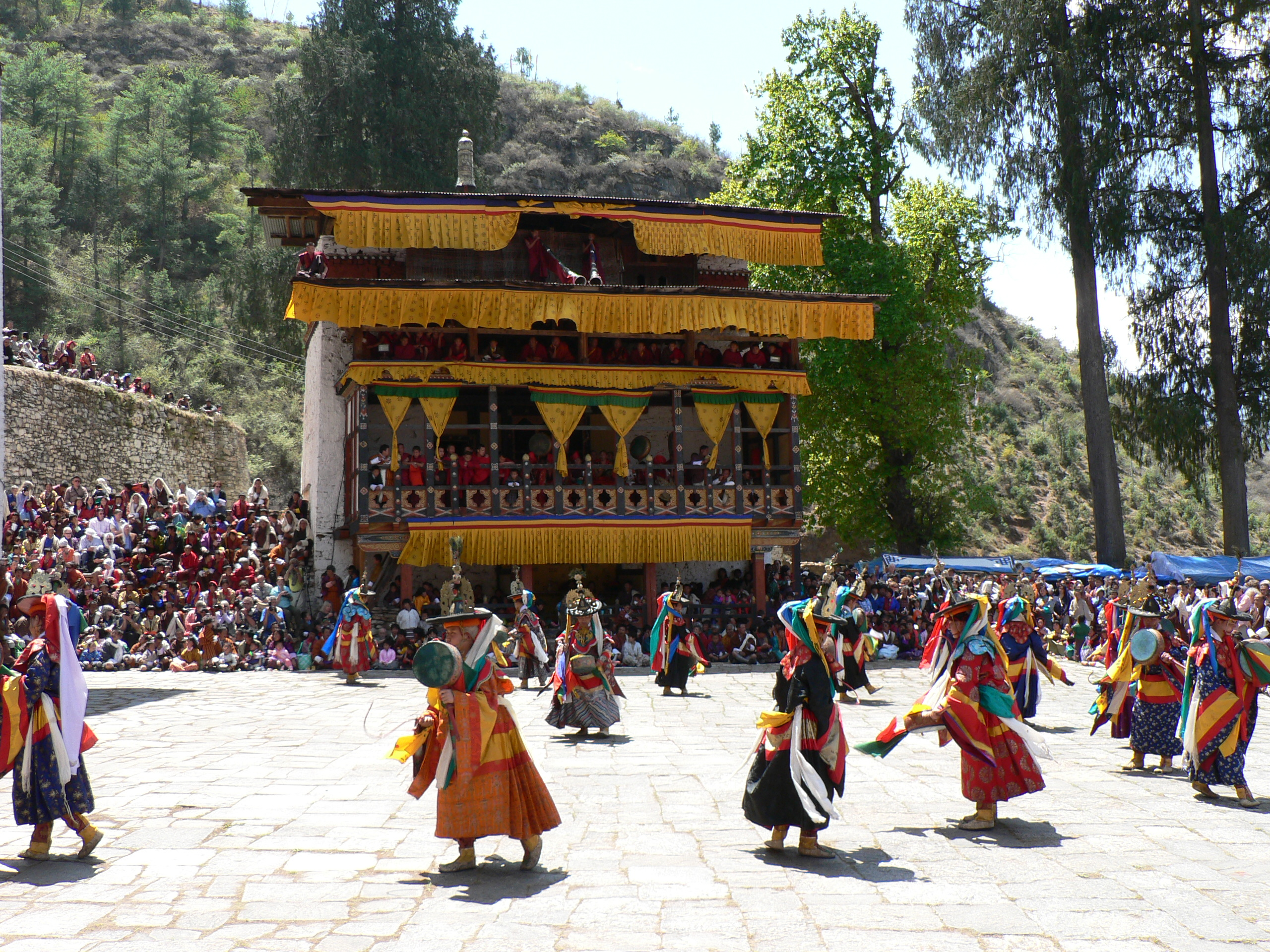
Danza de los sombreros negros (cham) con tambores.

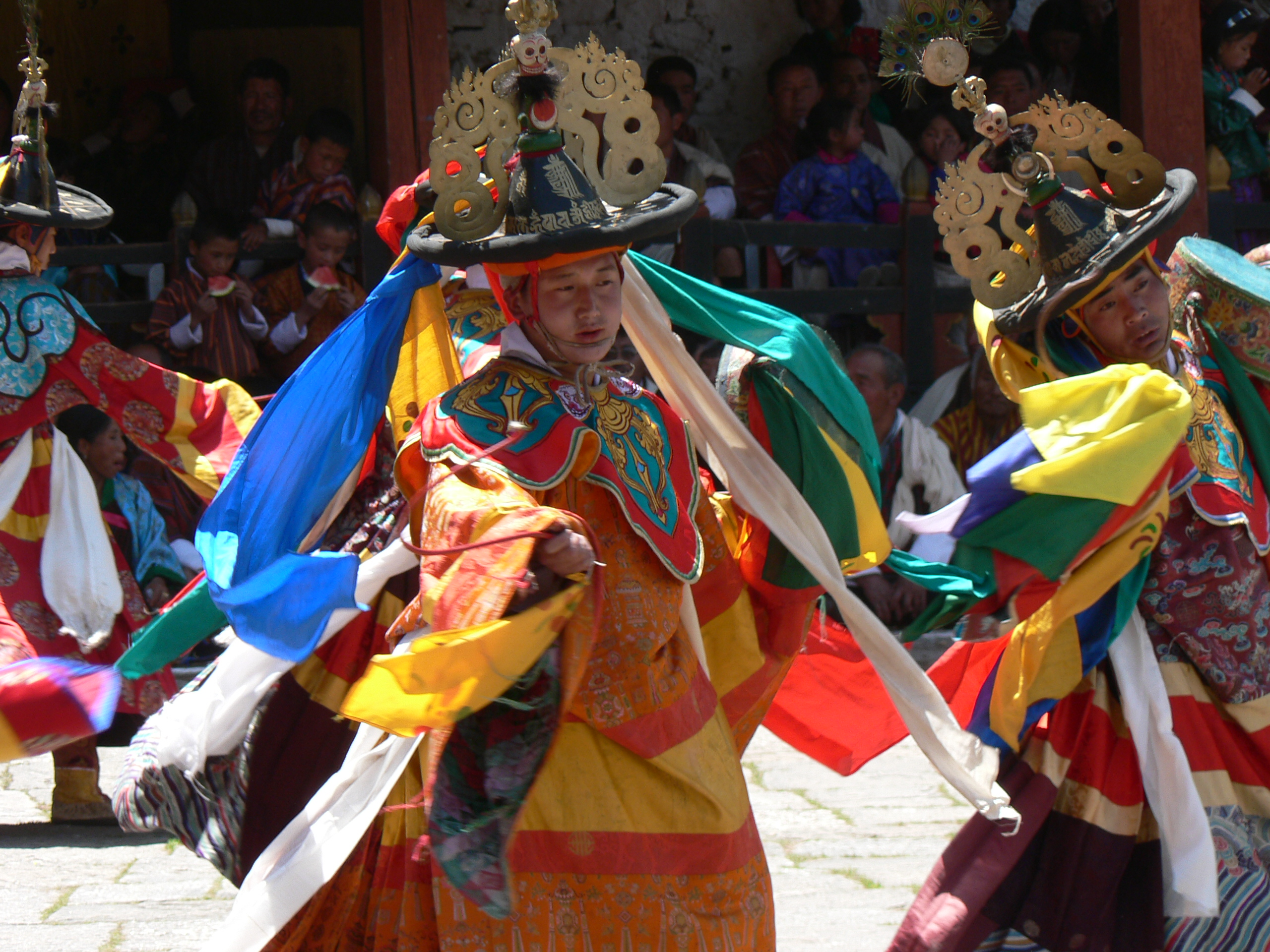
Festival de danzas en el tsechu en Paro (Bután).

Tsechu (literalmente "diez días") son fiestas religiosas anuales de Bután, celebradas en cada distrito o dzongkhag del país en el décimo día del mes del calendario lunar tibetano. El momento de estas fiestas depende del lugar, pero por lo general es durante el mes de octubre. Los Tsechus son las fiestas religiosas del budismo Drukpa. Los Tsechu de Timbu y Tha Paro se encuentran entre los más importantes en cuanto a participación y público. Los Tsechus son grandes reuniones sociales, que realizan la función de vinculación social entre la gente de los pueblos y las aldeas rurales. Los tsechu también son una buena oportunidad para la formación de mercados y el intercambio comercial entre los asistentes.